# Mirka (Jénine)
Pour les articles homonymes, voir Mirka.
Mirka, en arabe : مِركة, est un village du gouvernorat de Jénine en Palestine, dans le nord de la Cisjordanie. Il est situé à 12 kilomètres au sud-ouest de Jénine. Selon le recensement du Bureau central palestinien des statistiques, la localité compte une population de 2 203 habitants en 2017.